# Hugh Russell
Pour les articles homonymes, voir Russell.
Hugh Russell est un boxeur irlandais né le 15 décembre 1959 à Belfast où il est mort le 13 octobre 2023,.

## Carrière
Il remporte, aux Jeux olympiques d'été de 1980 à Moscou, la médaille de bronze dans la catégorie poids mouches.

## Palmarès

### Jeux olympiques
- Médaille de bronze en -51 kg aux Jeux olympiques de 1980 à Moscou,  URSS